# غالب الموازرة
اللواء الركن غالب الموازرة هو قائد عسكري أردني شغل منصب رئيس هيئة الاستخبارات العسكرية / مساعد رئيس هيئة الاركان المشتركة (2009-2010.)امر مدرسة الاستخبارات العسكرية ومنصب مديرا للامن العسكري الأردني (2003-2009)
ورئيس هيئة الاستخبارات العسكرية / مساعد رئيس هيئة الاركان المشتركة (2009-2010) في الجيش العربي الأردني

## محتويات
- نشأته
- الحياة العسكرية
- المؤهل العلمي
- المناصب
- الاوسمة

## نشأته
ولد في ماعين/محافظة مادبا جنوب العاصمة الأردنية عمان عام 1955، ودرس في مادبا حتى الثانوية العامة، وفي عام 1973 التحق مباشرة القوات المسلحة الأردنية كتلميذ عسكري في الكلية العسكرية، وتخرج منها عام 1975.

## الحياة العسكرية
بدأ حياته العملية كضابط دروع واشترك في عدة دورات داخلية وخارجية ومن أهمها كلية القيادة والأركان الملكية الأردنية وكلية الدفاع الوطني وعمل مدرب عسكري بدولة قطر 
خلال خدمته العسكرية تسلم مناصب قيادية ومناصب مختلفة أهمها، مساعد قائد كتيبة، مدير استخبارات لعدد من المحافظات، عمان، الكرك، السلط وغيرها من المحافظات وركن امن لعدد من الوحدات العسكرية وامر مدرسة الاستخبارات العسكرية ومدير للامن العسكري ورئيس هيئة الاستخبارات العسكرية / مساعد رئيس هيئة الاركان المشتركة (2009-2010)واحيل على التقاعد عام 2010 .

## المؤهل العلمي
- دكتوراه في التاريخ والحضارة الإسلامية

- ماجستير علوم عسكرية وإدارية
- دبلوم دراسات عليا /كلية الحرب الملكية
- بكالوريس علوم عسكرية وادارية /جامعة مؤتة

## المناصب
- قائد فصيل.
- قائد سرية.
- ركن أول عمليات.
- مساعد قائد كتيبة.
- ركن امن جامعة /مؤته الجناح العسكري.
- ركن امن عدد من الوحدات العسكرية.
- مدير شعبة امن واستطلاع الازرق.
- مدير استخبارات الكرك.
- مدير استخبارات السلط.
- مدير استخبارات عمان.
- رئيس شعبة القيود في مديرية الأمن العسكري.
- امر مدرسة الاستخبارت العسكرية.
- مدير الأمن العسكري (2003-2009)
- رئيس هيئة الاستخبارات العسكرية /مساعد رئيس هيئة الاركان العسكرية

## الأوسمة
- وسام الاستحقاق العسكري من الدرجة الأولى
- وسام الاستحقاق العسكري من الدرجة الثانية
- وسام الاستحقاق العسكري من الدرجة الثالثة
- وسام الاستقلال من الدرجة الثانية
- وسام الاستقلال من الدرجة الثالثة
- وسام الكوكب الأردني من الدرجة الثانية
- وسام النهضة من الدرجة الثانية
- وسام الخدمة المخلص
- شارة العقبة
- شارة الكفاءة التدريبية
- شارة الكفاءة القيادية
- شارة الكفاءة الإدارية والفنية
- و تقلد عدة أوسمة من الدول الاجنبية
- ترأس عدد من الوفود في عشرات المؤتمرات والندوات والدورات العسكرية داخل الأردن وخارجها ومختلف دول انحاء العالم.